# Dzukia

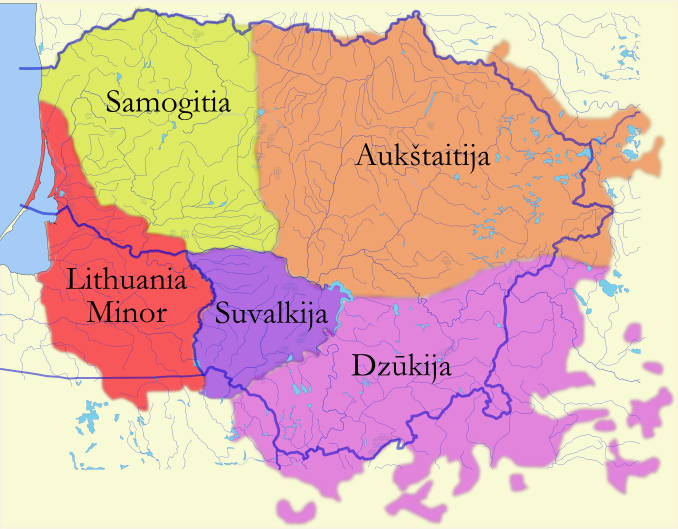
     Dzukia na mapie Litwy

Herb

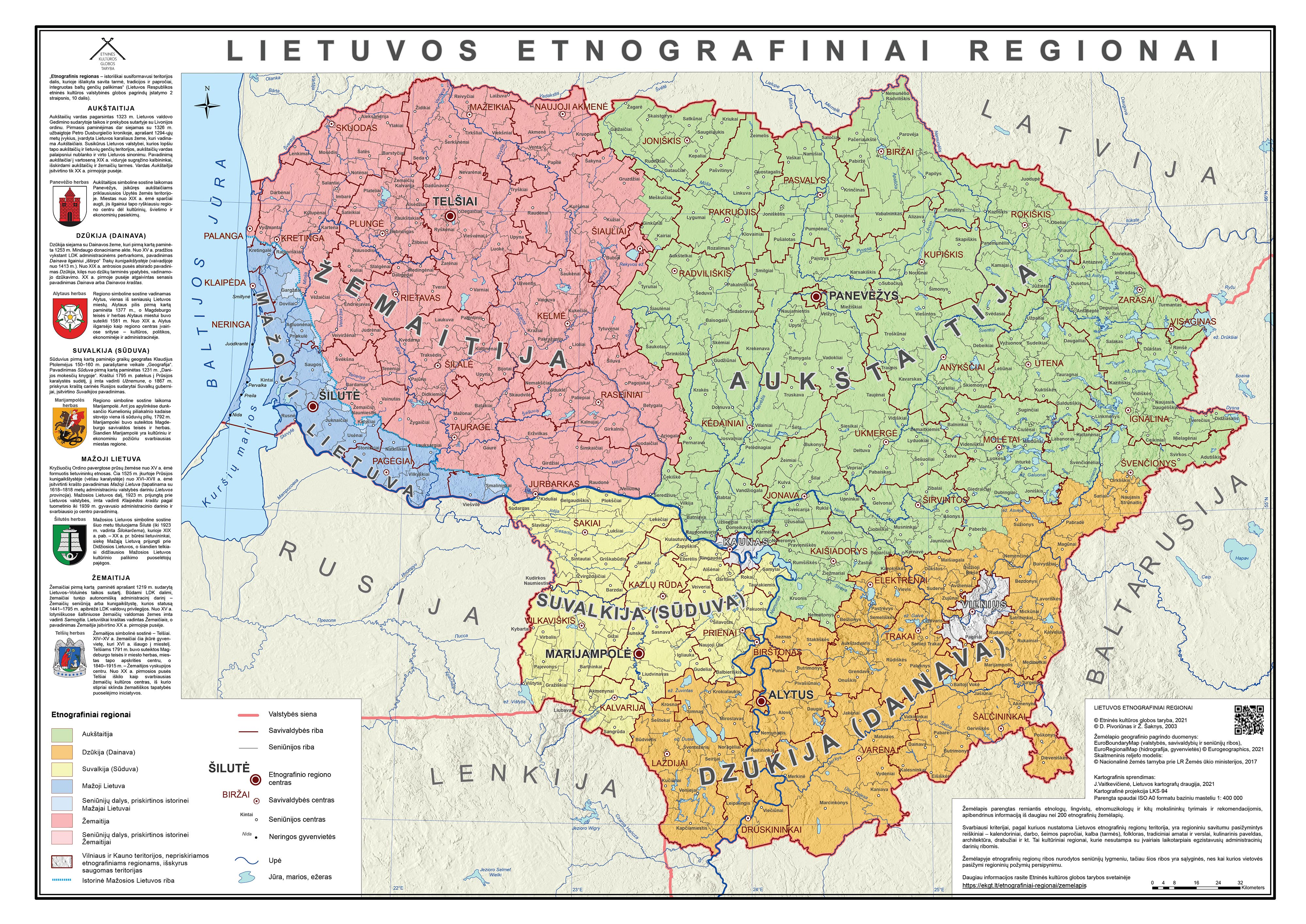
Oficjalny podział Litwy na regiony etnograficzne

Dzukia (lit. Dzūkija); hist. Dajnawa – jeden z pięciu regionów etnograficznych Litwy. Rejon położony jest na południu kraju, częściowo też na terytorium Polski (województwo podlaskie) i Białorusi. Region pokrywa się w dużej części z historyczną Wileńszczyzną.
Głównymi miastami Dzukii są Olita, Grodno, Lida i Wilno. Charakterystyczne dla regionu są duże obszary lasów oraz obszary o małej gęstości zaludnienia.
Na terenie rejonu w pobliżu Wilna leży Park Regionalny Rzeki Wilii.